# Buglossoides czernjajevii
Buglossoides czernjajevii là loài thực vật có hoa trong họ Mồ hôi. Loài này được (Klokov) Czerep. mô tả khoa học đầu tiên năm 1981.